# Łomża

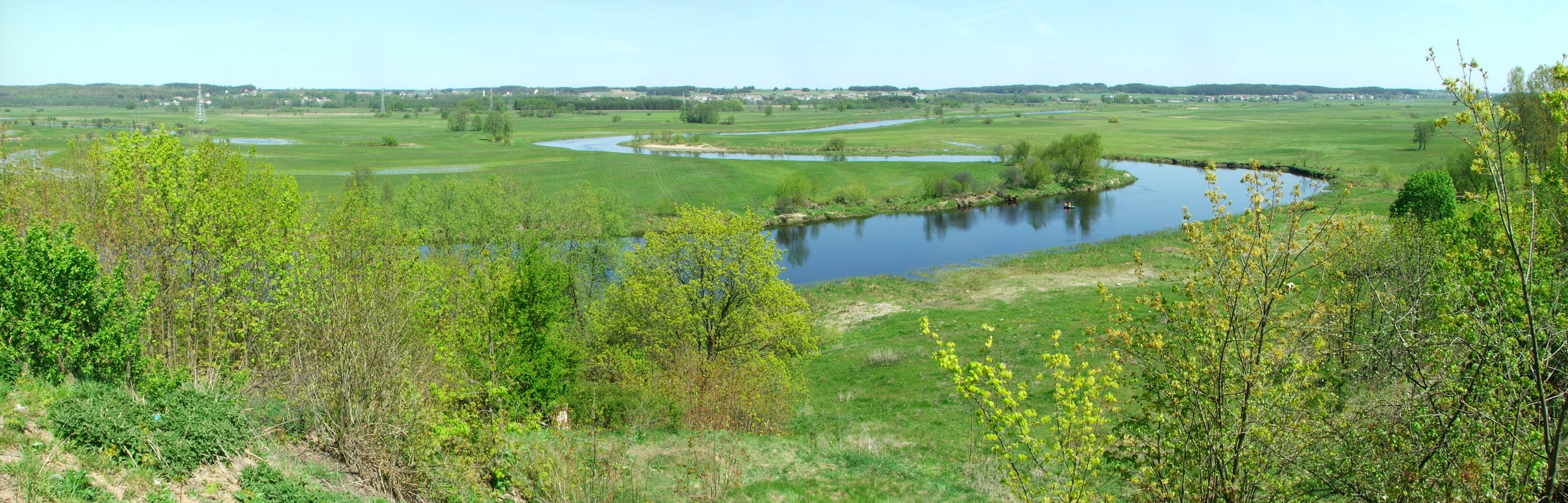
Narew folyó Łomża közelében

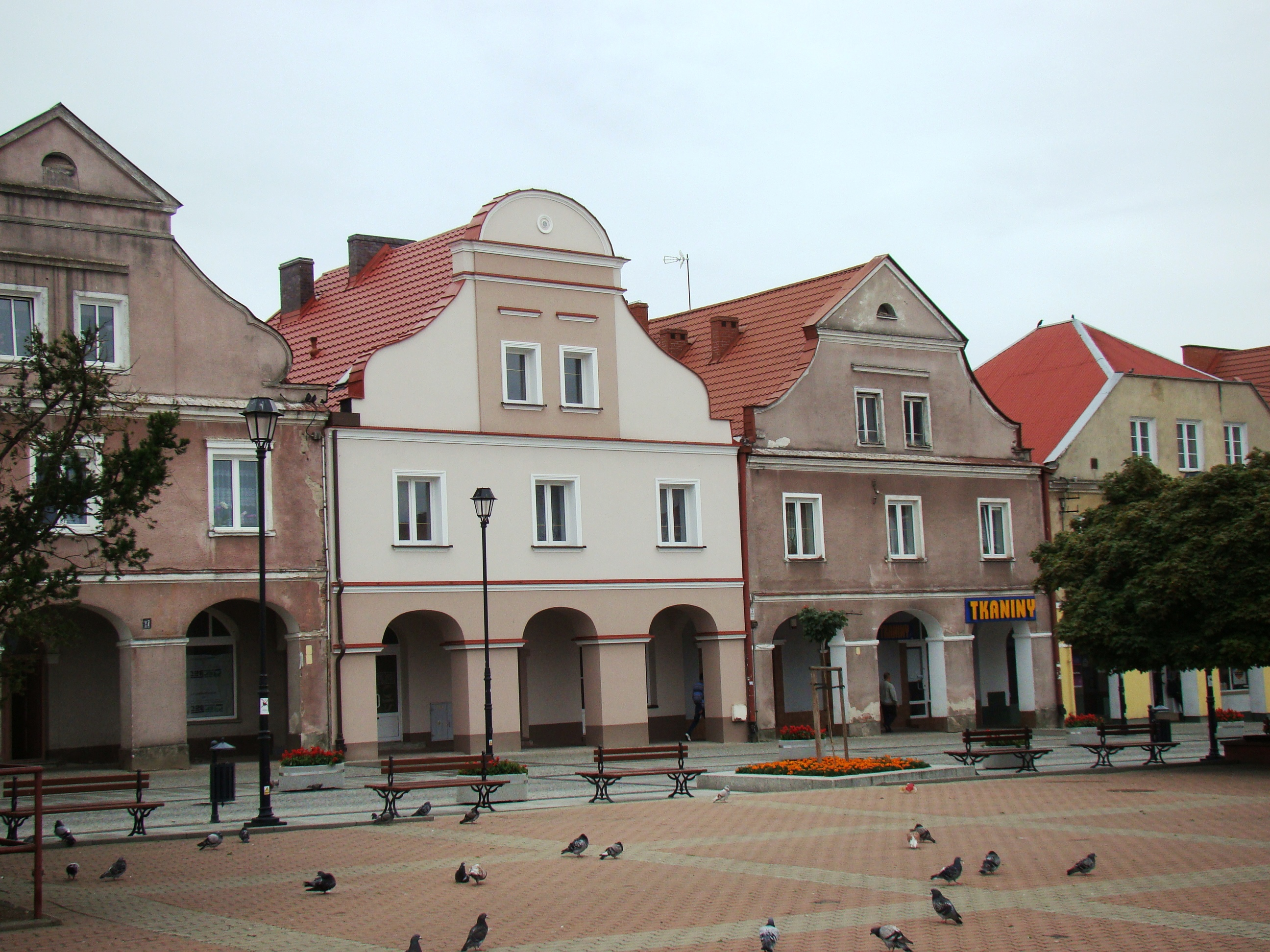
Műemlék házak a régi piactéren

Łomża város Lengyelország északkeleti részén, a Podlasiei vajdaság területén a  Narew folyó partján. A történelmi Mazóviához, annak legnagyobb egységéhez - a łomżaihoz tartozik. 1975-1998 között a Łomżai vajdaság székhelye. 1999. január 1-jétől a Łomżai járás központja és járási jogú város. 1925. október 28. óta római katolikus egyházmegyei székhely. Łomża a környező vidék gazdasági, oktatási és kulturális központja és egyike a három legnagyobb városnak a Podlasiei vajdaság területén (Białystok és Suwałki mellett).

## Fekvése
Łomża a Narew folyó középső folyása mentén fekszik a Mazóviai síkságon mintegy 125 méterrel a tenger szintje felett.

### Városrészek
Łomża négy kerületre oszlik, melyek további 15 lakótelepet alkotnak.
- Stare Miasto
  - Starówka
  - Rembelin Monte Cassino lakótelep
  - Skarpa lakótelep
  - Pociejewo lakótelep.
- Południe
  - Jantar
  - Górka Zawadzka
  - Mazowieckie
  - Konstytucji
  - Armii Krajowej
  - Medyk
  - Zawady Przedmieście
- Łomżyca
  - Łomżyca
  - Nowa Łomżyca
  - Maria
  - Narew
  - Staszica
  - Słoneczne
  - Parkowe
  - Młodych
  - Skowronki
- Kraska
  - Kraska lakótelep
  - Przemysłowe lakótelep

## Fordítás
- Ez a szócikk részben vagy egészben a Łomża című lengyel Wikipédia-szócikk ezen változatának fordításán alapul.  Az eredeti cikk szerkesztőit annak laptörténete sorolja fel. Ez a jelzés csupán a megfogalmazás eredetét és a szerzői jogokat jelzi, nem szolgál a cikkben szereplő információk forrásmegjelöléseként.